# 阿尔维·波赫扬佩
阿尔维·波赫扬佩（芬蘭語：Arvi Pohjanpää，1887年7月10日—1959年12月21日），芬兰男子体操运动员、作家及法官。他曾获得1908年夏季奥运会体操比赛男子团体全能铜牌。1909年，他代表Ylioppilasvoimistelijat队在全国体操锦标赛上获得男子团体冠军。